# Kerteminde Kommune (1970-2006)
Kerteminde Kommune i Fyns Amt blev dannet ved kommunalreformen i 1970. Ved strukturreformen i 2007 blev den udvidet til den nuværende Kerteminde Kommune ved indlemmelse af Langeskov Kommune og Munkebo Kommune.

## Tidligere kommuner
1. april 1963 blev Drigstrup sognekommune indlemmet i Kerteminde købstad, som allerede i 1920'erne var begyndt at brede sig ind i nabosognet:
| Kommune    | Folketal 1. april 1964 |
| ---------- | ---------------------- |
| Kerteminde | 4.024                  |
| Drigstrup  | 524                    |
| I alt      | 4.548                  |

Begrebet købstad mistede sin betydning ved kommunalreformen. Inden reformen blev 7 sognekommuner lagt sammen med Kerteminde købstad til Kerteminde Kommune:
| Kommune    | Folketal september 1965 | Byer                     |
| ---------- | ----------------------- | ------------------------ |
| Kerteminde | 4.775                   | Kerteminde               |
| Dalby      | 605                     | Dalby                    |
| Kølstrup   | 1.032                   | Kertinge                 |
| Mesinge    | 1.079                   | Mesinge                  |
| Revninge   | 559                     | Revninge og Skrækkenborg |
| Rynkeby    | 1.296                   | Rynkeby                  |
| Stubberup  | 671                     |                          |
| Viby       | 459                     |                          |
| I alt      | 10.476                  |                          |

## Sogne
Kerteminde Kommune bestod af følgende sogne, alle fra Bjerge Herred:
- Dalby Sogn
- Drigstrup Sogn
- Kerteminde Sogn
- Kølstrup Sogn
- Mesinge Sogn
- Revninge Sogn
- Rynkeby Sogn
- Stubberup Sogn
- Viby Sogn

## Borgmestre[3]
| Periode   | Navn                 | Parti                       |
| --------- | -------------------- | --------------------------- |
| 1970-1974 | P. Møller Olsen      | Socialdemokratiet           |
| 1974-1986 | J. A. Wistoft Larsen | Venstre                     |
| 1986-1991 | Gunner Rasmussen     | Socialdemokratiet           |
| 1991-2002 | Jacob Peder Dauerhøj | Socialdemokratiet           |
| 2002-2006 | Else Møller          | Det Konservative Folkeparti |